# ارتباط دون معيشة مشتركة

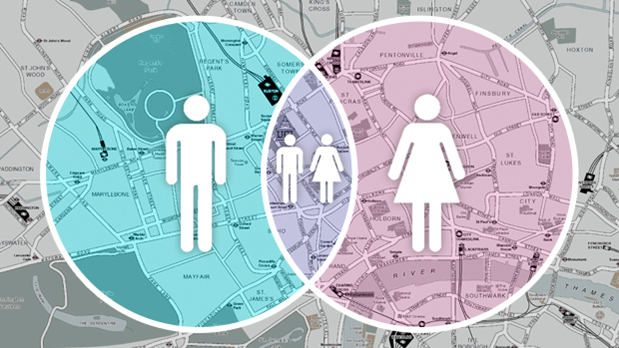

ينخرط الأزواج في علاقة ارتباط دون معيشة مشتركة (بالإنجليزية: living apart together)، في علاقة حميمة بالرغم من كونهم يعيشون منفصلين. يمثل الأزواج المرتبطين دون معيشة مشتركة 10% من البالغين في بريطانيا، وتمثل تلك النسبة ربع عدد البالغين الذين ليسوا في علاقة زواج أو مساكنة. سجلت دول أخرى في شمال أوروبا نسبًا مشابهة منها بلجيكا وفرنسا وألمانيا وهولندا والنرويج والسويد. تقترح الأبحاث نسبًا مشابهة في جنوب أوروبا بالرغم من أن الأزواج المنخرطين في مثل تلك العلاقة هم عادة مقيمون بمنازل ذويهم. تشير الدراسات الاستقصائية في كندا والولايات المتحدة إلى أنه من 6% إلى 9% من الأزواج لديهم شريك لا يعيش معهم. تعد العلاقات من هذا النوع مقبولة اجتماعيًا، ويرى الكثير أنها صورة مناسبة من صور الارتباط وتخضع لنفس التوقعات والالتزامات التي تخضع لها علاقات أخرى كالزواج والمساكنة.
تنتشر ثقافة مشابهة في آسيا فيما يسمى (الزواج السائر) والمنتشر خصوصًا بين قبائل الموسو إذ يقضي كلًا من الزوجين حياته في منزل عائلته ويسمح للزوج بزيارات ليلية «يسير» فيها إلى منزل عائلة الزوجة وعليه أن يغادر عند شروق الشمس. زادت شعبية هذا النوع من الزواج مؤخرًا في بكين، تقول غوو جيامي مديرة مركز دراسات المرأة في جامعة بكين لمراسل جريدة نيوزدي: «يعكس انتشار الزواج السائر التغيرات الاجتماعية التي تجتاح المجتمع الصيني». في السعودية تقليد مشابه يسمى زواج المسيار، إذ يعيش كلا الزوجين منفصلين لكنهما يلتقيان بانتظام.

## أبحاث
يرى بعض الباحثين الارتباط دون معيشة مشتركة نوعًا جديدًا من أنواع العلاقات يأخذ حيزًا بين الأنواع الأخرى التقليدية، ويستطيع فيه الطرفان أن يتمتعا بمزايا الحميمية بين شريكين والحفاظ في نفس الوقت على استقلاليتهما وخصوصيتهما، حتى إن بعض الأزواج يعيدون ترتيب أولوياتهم في العلاقة ويركزون على جانب الصداقة بدلًا من التركيز على أهداف العلاقة الرومانسية. على الجانب الآخر يرى البعض أن علاقة الارتباط دون معيشة مشتركة خطوة طبيعية قد تقود إلى علاقة المساكنة ومن ثم الزواج، لا ترى وجهة النظر تلك المرتبطين دون معيشة مشتركة كرواد ثوريين يتخطون مفهوم الأسرة التقليدي، بل تراهم أزواجًا حذرين، ومحافظين، وغير قادرين على الالتزام بعلاقة جادة. معظم تلك العلاقات هي نسخة حديثة من علاقات الحبيب/ الحبيبة طويلة الأمد.
تشير الأبحاث التي أجريت باستخدام بيانات أكثر شمولًا إلى مدى التباين الاجتماعي بين فئات الأزواج الذين يعيشون علاقة ارتباط دون معيشة مشتركة، وأن لديهم دوافع متباينة للعيش منفصلين. يرى حوالي ثلث الأزواج في تلك العلاقات أن الوقت مبكر على الدخول في مرحلة المساكنة، بينما يُمنع آخرون من العيش معًا بالرغم من رغبتهم في ذلك، بسبب قيود مثل تكاليف السكن أو موقع العمل. تفضل فئة أخرى عدم العيش معًا على الرغم من كونهم في علاقة طويلة الأمد وقدرتهم على العيش سويًا إن أرادوا. غالبًا ما تكون الدوافع معقدة عند النزول لأرض الواقع، على سبيل المثال قد يرغب أحد الشركاء في الحفاظ على منزله مكانًا خاصًا بأطفاله الحاليين ويرحب آخر بالوقت والمكان المستقلين. في بعض الأحيان قد يكون السبب دفاعيًا، على سبيل المثال الرغبة في تجنب تكرار علاقة مساكنة فاشلة مر بها من قبل. إذن فالأزواج في تلك العلاقات قد يعيشون منفصلين طواعيةً، أو اضطرارًا، أو هم -كالأغلبية- لم يتخذوا قرارًا بالانتقال إلى مرحلة المساكنة بعد. يختبر أولئك الأزواج في كل الأحوال مزايا وعيوب الانخراط بعلاقة حميمة مع عدم العيش سويًا.

## تركيبة سكانية
يتواجد الأشخاص الذين في علاقة ارتباط دون معيشة مشتركة في جميع الفئات العمرية، على الرغم من أنهم في المتوسط أصغر سنًا من الشركاء المتساكنين والمتزوجين. ما يقرب من 50% من الأزواج الذين يعيشون تلك العلاقة في بريطانيا في الفئة العمرية (18-24)، على الرغم من وجود نسب كبيرة في الفئة العمرية (25-55). يشيع الارتباط دون معيشة مشتركة بين الأزواج الذين لديهم أولاد لا يعيلونهم عن أولئك الذين يعيلون ذرية. يتواجد الأزواج المرتبطين دون معيشة مشتركة في جميع الطبقات الاجتماعية والاقتصادية.

## في مراحل الحياة
الحياة في علاقات الارتباط دون معيشة مشتركة تعني أشياء مختلفة حسب كل مرحلة من مراحل الحياة. تعد العديد من علاقات الارتباط دون معيشة مشتركة بين الشباب وبين البالغين الذين لديهم أطفال يعيلونهم، مؤقتة واضطرارية. بينما يعد (الارتباط دون معيشة مشتركة عند كبار السن) بديلًا ثابتًا للعيش مع شريك. تتغير أولويات كبار السن بعد أن تنتهي مسؤولياتهم تجاه من يعيلونهم ودخول المعاش والتقاعد عن العمل اليومي ونظرتهم إلى المستقبل الذي صار قصير الأمد، فيميلون إلى الدخول في علاقات ذات زخم عاطفي. تناسبهم علاقات الارتباط دون معيشة مشتركة أكثر من العلاقات الأخرى في تلك المرحلة. ما يسهل ذلك هو طبيعة تلك العلاقات، إذ أنها ليست بحاجة إلى وضع خطط ولا تنظيم شديد من كلا الطرفين، أيضًا تناسبهم من جهة غياب الالتزامات التي تشبه التزامات الزواج، وتركيزها فقط على الجانب العاطفي للعلاقة. يؤثر النوع/الجنس أيضًا في مدى الانجذاب لمثل هذا النوع من العلاقات. كشف بحث سويدي إلى أن النساء الأكبر سنًا يملن إلى هذا النوع من العلاقات فهن يردن ترسيخ استقلالهن والحفاظ عليه ومن جهة أخرى يتجنبن تقسيم العمل وفقًا للجنس.

## اتجاهات اجتماعية
أصبحت الحياة كشريكين مرتبطين لكن يعيشان منفصلين مفهومة ومقبولة اجتماعيًا بتزايد بحلول عام 2006، وافقت أغلبية في استفتاء أُجريَ في بريطانيا (54%) على أن «الزوجين لا يحتاجان إلى العيش معًا من أجل إقامة علاقة قوية»، بينما أجاب 25% فقط من المشاركين في الاستفتاء أنهم غير موافقين. بحلول عام 2000، وصف حوالي خمس الأشخاص الذين تتراوح أعمارهم بين 16 و 44 عامًا في بريطانيا «الارتباط دون معيشة مشتركة» على أنه أسلوب الحياة الذي يرون فيه «علاقتهم المثالية»، مقارنة بأكثر من 40% للزواج الحصري وأقل قليلًا من 20% للمساكنة دون زواج.
بالنسبة للاتجاهات الاجتماعية، فالأزواج الذين يعيشون علاقات ارتباط دون معيشة مشتركة أكثر قبولًا بين مجموعات الشباب الأصغر سنًا، في مقابل الأغلبية من كبار السن المحافظين المتزوجين. يبدو المنخرطين في علاقات الارتباط دون معيشة أكثر تحررًا وانفتاحًا من فئات العلاقات الأخرى بالنسبة لمواجهة ومناقشة القضايا التي تؤثر عليهم مباشرة مثل قضية تأثير الاستقلال على العلاقات. أما بالنسبة للانفتاح بشأن القضايا العائلية الجدلية (مثل تقبل العائلات التي تتكون من والدين من نفس الجنس، والأم العازبة) فإن كون المرء من المنخرطين في علاقات الارتباط دون معيشة مشتركة لا يؤثر كثيرًا في ذلك. بالعكس فإن المتزوجين الأكبر سنًا يبرزون أكثر عند تأييد تلك القضايا من الأزواج الأصغر سنًا ممن يعيشون علاقات المساكنة وعلاقات الارتباط دون معيشة مشتركة.

## أمثلة
ذُكر العديد من الأزواج المشاهير ممن يعيشون تلك العلاقات من القرن التاسع عشر وحتى القرن الحادي والعشرين. نُشِر -على سبيل المثال- مقال في صحيفة التايمز في عام 2007 عن وودي آلن وميا فارو (كانا يعيشان آنذاك على جانبين مختلفين من حديقة سنترال بارك بمدينة نيويورك)، مارغريت درابل ومايكل هولرود (متزوجان لمدة 36 عامًا وحتى 2018، منازل منفصلة)، هيلينا بونهام كارتر وتيم بيرتون وطفلاهما (منزلان بجوار بعضهما البعض في هامبستيد، لندن)، والحائزة على جائزة بوكر، أرونداتي روي وزوجها براديب كريشن (يعيشان في منازل منفصلة في دلهي بالهند).